# برايان تورنر (لاعب كرة قدم أسترالي)
برايان تورنر (بالإنجليزية: Brian Turner)‏ هو لاعب كرة قدم أسترالي، ولد في 29 مارس 1952، وتوفي في 30 مايو 2010.